# Бранислав Обрадовић Џамбо
Бранислав Обрадовић Џамбо (Рти, код Гуче, 10. новембар 1919 — околина Рогатице, 7. април 1942) био је учесник Народноослободилачке борбе и народни херој Југославије.

## Биографија
Рођен је 10. новембра 1919. године у селу Рти, код Гуче. Потиче из сиромашне породице, његов отац Јездимир је био сеоски ковач и поред Бранислава имао је још петоро деце. Надимак „Џамбо“ је био породични надимак (у појединој литератури се грешком помиње надимак Џомба, а грешка је направљена и на Плакети за Орден народног хероја).
Пошто у његовом селу није било школе, основну школу је похађао у Гучи, пешачећи свакодневно осам километара до школе до куће и назад. Пошто је био добар ученик, одлучио је да насатави школовање и 1931. године је уписао Чачанску гимназију. Пошто његови родитељи нису имали средстава да га школују, морао је сам зарађивати за живот у Чачку — подучавао је слабије ученике, радио на утовару и истовару вагона на железичкој станици и бавио се другим физичким пословима.
У школи се највише интересовао за књижевност, као и за друштвене науке. Његови писмени радови су били запажени, а многи и награђивани. У гимназији је био биран и за председника литерарне дружине „Рајић“. Доста је читао, а касније се почео инетересовати и за марксиситичку литературу у којој се говорило о тешком животу сиромашних радника и сељака. Повезао са школском и радничком револуционарном омладином и учествовао у бројним политичким акцијама - штрајковима и демонстрацијама. Године 1938. је примљен у чланство Савеза комунистичке омладине Југославије (СКОЈ), а убрзо потом је преузео руковођење организацијом СКОЈ-а у гимназији. У чланство Комунистичке партије Југославије (КПЈ) примљен је 1939. године.
Године 1940, по завршетку гимназије уписао се на Правни факултет у Београду. Због недостатка средстава, боравак у Београду је за њега био још тежи од живота у Чачку. Током студија, такође је припадао кругу револуционарне студентске омладине.
После окупације Краљевине Југославије, априла 1941. године, напустио је Београд и вратио се у родно место. Активно је учествовао у организовању устанка у драгачевском крају. Био је борац Друге чете Драгачевског батаљона у Чачанском партизанском одреду „Др Драгиша Мишовић“. Учествовао је у свим борбама одреда. Посебно се истако у борбама против четника, почетком новембра - на Трешњици, код Ужица и Пожеге. У борби на Тометином брду је био рањен у ногу.
Лечио се у партизанској болници у ослобођеном Ужицу. Ту га је затекао финални део Прве непријатељске офанзиве и крајем новембра се заједно са остатком партизанских снага и народом повукао из Ужица и кренуо ка Санџаку и Босни. Пошто је био делимично излечен у селу Радојињи, на левој обали реке Увца, наишао је на део Чачанског партизанског одреда и ступио у Чачанску чету.
Са овом четом је 1. марта 1942. године у Чајничу ступио у састав новоформиране Друге пролетерске ударне бригаде. Учествовао је у многим борбама ове бригаде, а посебно се истакао у борбама у Санџаку и на Борикама, североисточно од Рогатице. Погинуо је у ноћи 7/8. априла 1942. године, као вођа бомбаша приликом јуриша на усташки бункер.
Указом председника Федеративне Народне Републике Југославије Јосипа Броза Тита, 7. јула 1953. године, проглашен је за народног хероја.
Његовог оца Јездимира (1900—1942), који је био борац Драгачевског партизанског батаљона стрељали су четници 5. марта 1942. године у родном селу.

## Галерија
- Спомен-биста у Гучи
- Орден народног хероја